# Il villaggio dei dannati (serie televisiva)
Il villaggio dei dannati (The Midwich Cuckoos) è una serie televisiva britannica, creata da David Farr e tratta dal romanzo I figli dell'invasione di John Wyndham. La serie è trasmessa su Sky Max dal 2 giugno 2022 mentre in Italia va in onda su Sky Atlantic dal 17 giugno dello stesso anno.

## Episodi
| Stagione       | Episodi | Prima TV UK | Prima TV Italia |
| -------------- | ------- | ----------- | --------------- |
| Prima stagione | 7       | 2022        | 2022            |

## Personaggi e interpreti

### Personaggi principali
- Dot.ssa Susannah Zellaby, interpretata da Keeley Hawes, doppiata da Giuppy Izzo.
- Paul Haynes, interpretato da Max Beesley, doppiato da Francesco Bulckaen.
- Zoë Moran, interpretata da Aisling Loftus, doppiata da Domitilla D'Amico.
- Sam Clyde, interpretato da Ukweli Roach, doppiato da Simone Veltroni.
- Jodie Blake, interpretata da Lara Rossi, doppiata da Perla Liberatori.
- Cassie Stone, interpretata da Synnøve Karlsen, doppiata da Sara Labidi.
- Bernard Westcott, interpretato da Samuel West, doppiato da Alessandro Quarta.

### Personaggi secondari
- Rachel Saunders, interpretata da Hannah Tointon.
- Jane Colter, interpretata da Marianne Oldham.
- Stewart McLean, interpretato da Mark Dexter.
- Evie Stone, interpretata da Indica Watson.
- Michael, interpretato da John Hollingworth.
- Curtis Saunders, interpretato da Lewis Reeves.
- Bryony Cummings, interpretato da Cherrelle Skeete, doppiata da Giulia Franceschetti.
- Nora Randall, interpretata da India Amarteifio.
- Sarah McLean, interpretata da Amy Cudden
- Mary-Ann Philips, interpretata da Rebekah Staton.
- Lily-Grace Philips, interpretata da Natalia Harris.
- David Saunders, interpretato da Dexter Sol Ansell.
- Mayes, interpretata da Laura Doddington.
- Deborah Haynes, interpretata da Jade Harrison.
- Amrita Chohhan, interpretata da Anneika Rose.
- Sunny Chohhan, interpretata da Aditi Pothuganti.

## Distribuzione

### Data di uscita
Le date di uscita internazionali nel corso del 2022 sono state:
- 20 giugno in Australia e Regno Unito
- 16 giugno in Germania
- 17 giugno in Italia

### Edizione italiana
La direzione del doppiaggio è di Giuppy Izzo e i dialoghi italiani sono curati da Fiamma Izzo e Stefano Santerini per conto della Pumais Due che si è occupata anche della sonorizzazione.

## Promozione
Il 10 giugno 2022 Sky ha diffuso il trailer in lingua italiana annunciando che la serie avrebbe debuttato il 17 giugno 2022 su Sky Atlantic.